# Konrad Meindl

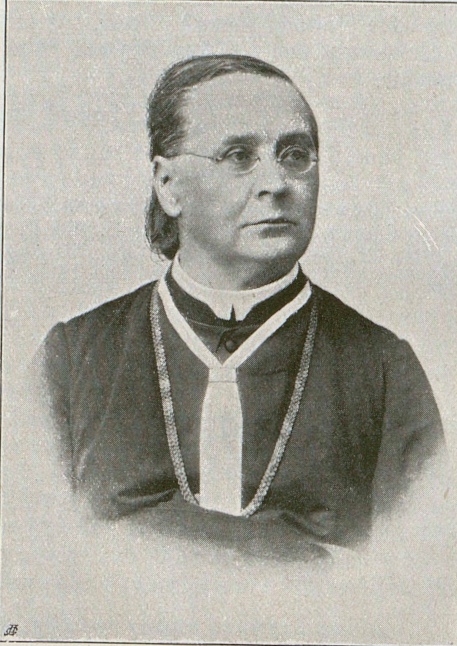
Propst Konrad Meindl

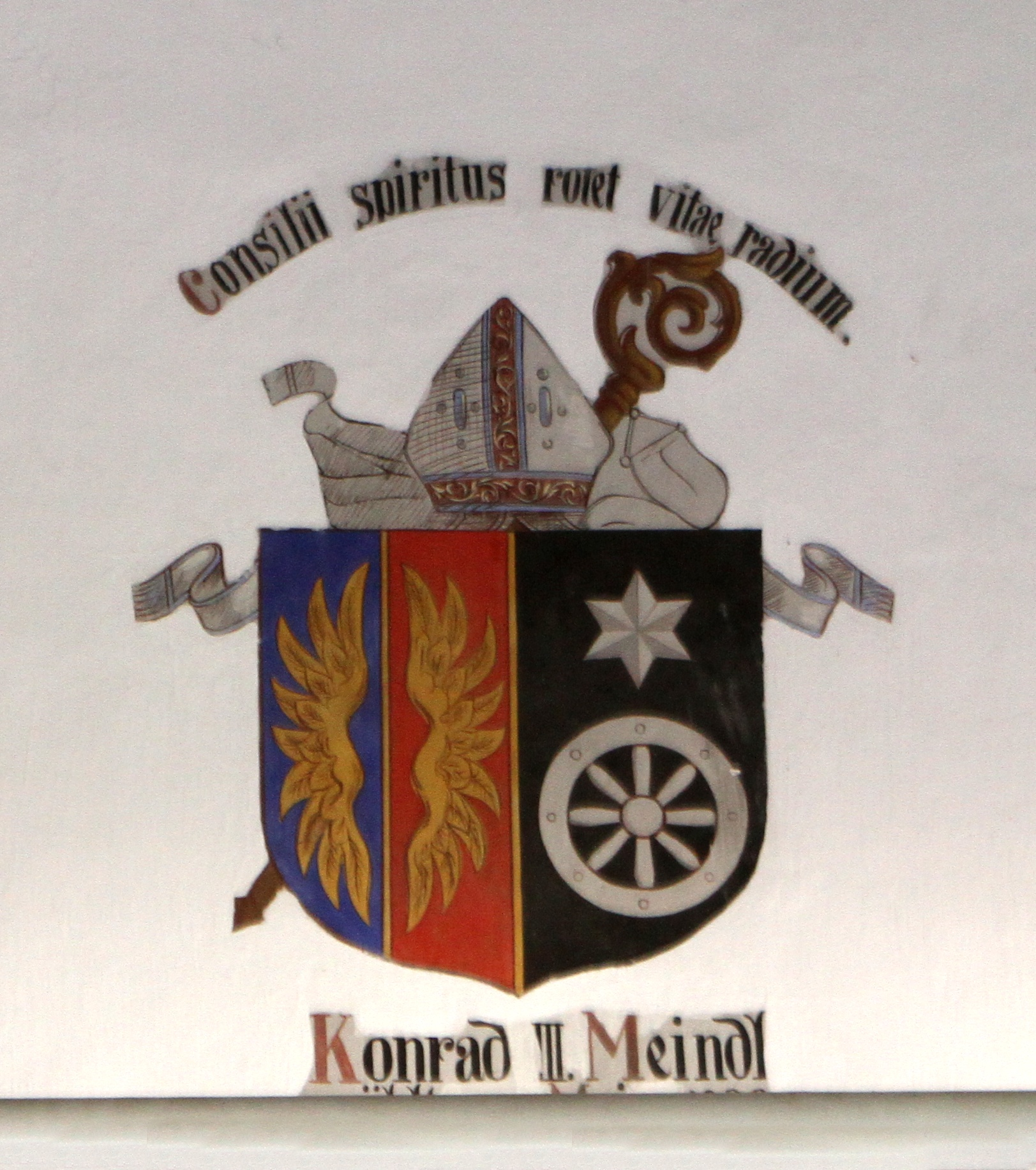
Wappen Konrad Meindls als Propst des Stiftes Reichersberg

Konrad Meindl (* 15. September 1844 in Raab in Oberösterreich; † 14. Juli 1915 in Reichersberg) war ein österreichischer Theologe, Augustinerchorherr und römisch-katholischer Priester. Von 1900 bis 1915 leitete er als Konrad II. und 71. Propst das Stift Reichersberg. Weiters veröffentlichte er als Historiker und Denkmalpfleger.

## Leben
Konrad Meindl trat 1863 in das Augustiner-Chorherrenstift Reichersberg ein und studierte im Stift Sankt Florian Theologie und kam mit der Historikerschule des Stiftes in Verbindung. Er wurde 1868 zum Priester geweiht und arbeitete als Katechet, Archivar und Bibliothekar im Stift Reichersberg. Von 1873 bis 1900 war er Stiftsdechant, von 1878 bis 1887 Novizenmeister, von 1887 bis 1900 Stiftspfarrer und von 1887 bis 1914 Konservator der K.k. Zentralkommission für Denkmalpflege für die Bezirke Braunau am Inn, Ried im Innkreis und Schärding. Von 1900 bis zu seinem Tod 1915 war Konrad Meindl der Propst des Stiftes Reichersberg.

## Publikationen
- Ort an der Antiesen. Eine historisch-topographische Skizze. 1872.
- Die Schicksale des Stiftes Reichersberg vom Antritte der Regierung des Propstes Ambros Kreuzmayr bis zum Tode des Propstes Petrus Schmid, 1770 bis 1822. Jos. Bucher, Passau 1873.
- Geschichte der Reichsherrschaft, des Marktes und der Pfarre Obernberg am Inn. Zwei Bände, 1875.
- Geschichte der Stadt Wels in Oberösterreich. 1878.
- Jubiläumsbüchlein zur Feier des 800jährigen Bestandes des regulirten Chorherrnstiftes Reichersberg. Jos. Feichtingers Erben, Linz 1884.[1]
- Schützenobrist Johann Georg Meindl, der „Student“ aus Altheim, und der bairische Bauernaufstand im Rentamte Burghausen 1705/06. In: Verhandlungen des Historischen Vereins für Niederbayern. Bd. 24, Nr. 3/4, 1886, ISSN 0342-247X, S. 363–456.[2]
- Leben und Wirken des Bischofs Franz Joseph Rudigier von Linz. Zwei Bände, 1891–1892.
- Geschichte der Stadt Ried in Oberösterreich. Teil 1, München 1899, Teile 2–4, bearbeitet von F. Berger, 1922, 1925, 1926.